# Kohl
Kohl, (arabisk كحل, Kuhl) er en type øjensminke, der har været anvendt siden bronzealderen og kan anses som forgænger for eyeliner. Den primære ingrediens var malet Sb2S3 Antimonsulfid. 

## Historie
I det gamle Egypten anvendtes kohl som øjendråber for at forhindre og lindre øjeninfektioner og muligvis også for at beskytte øjnene mod den stærke sol i ørkenen. Faraoerne og hoffet synes at have været inspirerede af den æstetiske effekt, som kohl gav til deres øjne; både kvinder og mænd anvendte kohl. Senere blev kohl anvendt af araberne og berberne.
Kohl anvendes fortsat i dag som et alternativ til eyeliner. 
| Mode | Spire Denne artikel om mode er en spire som bør udbygges. Du er velkommen til at hjælpe Wikipedia ved at udvide den. |